# بالاتون‌دیوروک
بالاتون‌دیوروک (به مجاری: Balatongyörök) یک شهرداری در مجارستان است که در ناحیه کست‌هی واقع شده‌است. بالاتون‌دیوروک ۳۷٫۵۹ کیلومتر مربع مساحت و ۱٬۰۲۱ نفر جمعیت دارد.

## خواهرخوانده
شهرهای اوتسه، Ghelința و Piwniczna-Zdrój خواهرخوانده‌های بالاتون‌دیوروک هستند.